# جوليان بيشر
جوليان بيشر (بالإنجليزية: Julianne Buescher)‏ هي مغنية وممثلة أمريكية، ولدت في 4 فبراير 1965 بكليفلاند في الولايات المتحدة. من الجوائز التي نالتها جائزة إيمي داي تايم ‏.

## أعمال

### أفلام
- (1998) مولان[3][4][5][6]

## جوائز
- جائزة إيمي داي تايم [الإنجليزية]‏

## وصلات خارجية
- جوليان بيشر على موقع IMDb (الإنجليزية)
- جوليان بيشر على موقع قاعدة بيانات الفيلم (الإنجليزية)
- جوليان بيشر على موقع ANN person (الإنجليزية)